# Trachysomus luederwaldti
Trachysomus luederwaldti là một loài bọ cánh cứng trong họ Cerambycidae.